# 東小諸站

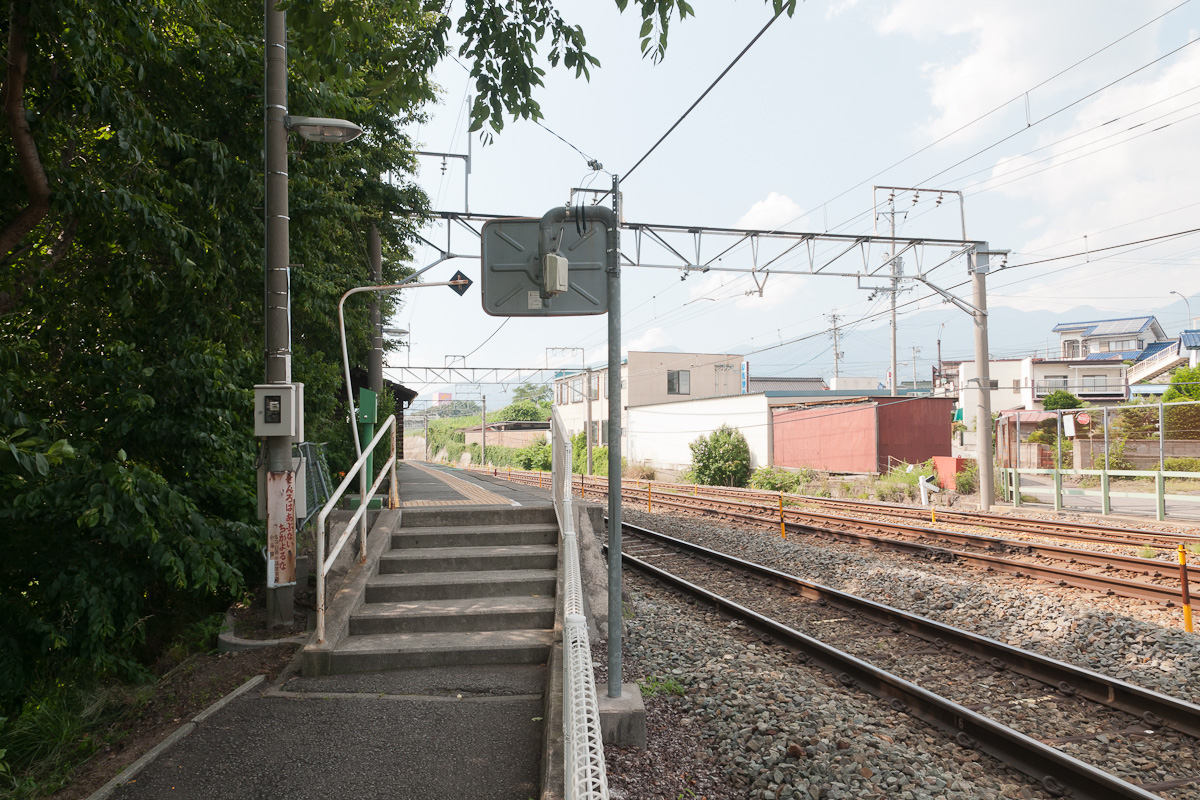
車站入口

東小諸站（日语：／ Higashi-Komoro eki */?）是位於長野縣小諸市甲1550號，東日本旅客鐵道（JR東日本）的小海線車站。
車站前後區間與信濃鐵道線並行，但是該線沒有在此處設站。

## 歷史
- 1952年（昭和27年）7月10日：國鐵開設此站[1]。為旅客車站。
- 1987年（昭和62年）4月1日：伴隨國鐵分割民營化，車站由東日本旅客鐵道（JR東日本）營運[2][3]

## 車站構造
車站是一座地面車站，設有1面1線單式月台。
此站是無人車站。

## 使用狀況
根據「長野縣統計書」，以下為1日平均乘車人次：
- 2007年度 - 59人[1]
- 2009年度 - 85人[1]
- 2010年度 - 86人
- 2011年度 - 95人

## 車站周邊
- 國道141號（日语：国道141号）
- 長野縣道78號佐久小諸線（日语：長野県道78号佐久小諸線）
- 小諸市營球場[4]
- 南城公園[1]
- 草輕觀光巴士（日语：草軽観光バス）總部
- 鶴屋小諸東店
- 西友小諸小原店
- Bamiyan（日语：バーミヤン (レストランチェーン)）小諸東店

## 巴士路線
- 「小諸愛君」早上黃昏定時定路線「東小諸縣住前」巴士站
  - 鹽名田、耳取線 前往鹽名田／前往小諸站

## 相鄰車站
東日本旅客鐵道（JR東日本）
■小海線
乙女－東小諸－小諸

## 注腳
1. 1 2 3 4 5 6 7 8 9 10 11 12 13 14  信濃毎日新聞社出版部. . 信濃毎日新聞社. 2011-07-24: 133. ISBN 9784784071647 （日语）.
2. ↑  曾根悟（監修）. 朝日新聞出版分冊百科編集部（編集） , 编. . 週刊朝日百科. 3号 飯田線・身延線・小海線. 朝日新聞出版. 2009-07-26: 27 （日语）.
3. ↑  《交通年鑑 昭和63年版》交通協力會，1988年3月。
4. ↑  小諸市営球場|小諸市オフィシャルサイト （页面存档备份，存于）（日語） 平成30年4月27日參閲

## 外部連結
- 車站資訊（東小諸）：東日本旅客鐵道（日語）